# NGC 3347A
NGC 3347A (другие обозначения — ESO 376-4, MCG -6-24-2, AM 1038-360, IRAS10380-3609, PGC 31761) — спиральная галактика с перемычкой (SBc) в созвездии Насос.
Этот объект не входит в число перечисленных в оригинальной редакции «Нового общего каталога» и был добавлен позднее.
Галактика NGC 3347A входит в состав группы галактик NGC 3347. Помимо NGC 3347A в группу также входят NGC 3347, NGC 3354, NGC 3358, PGC 31761, ESO 317-54 и ESO 318-4.